# Estádio Nacional (Portugal)

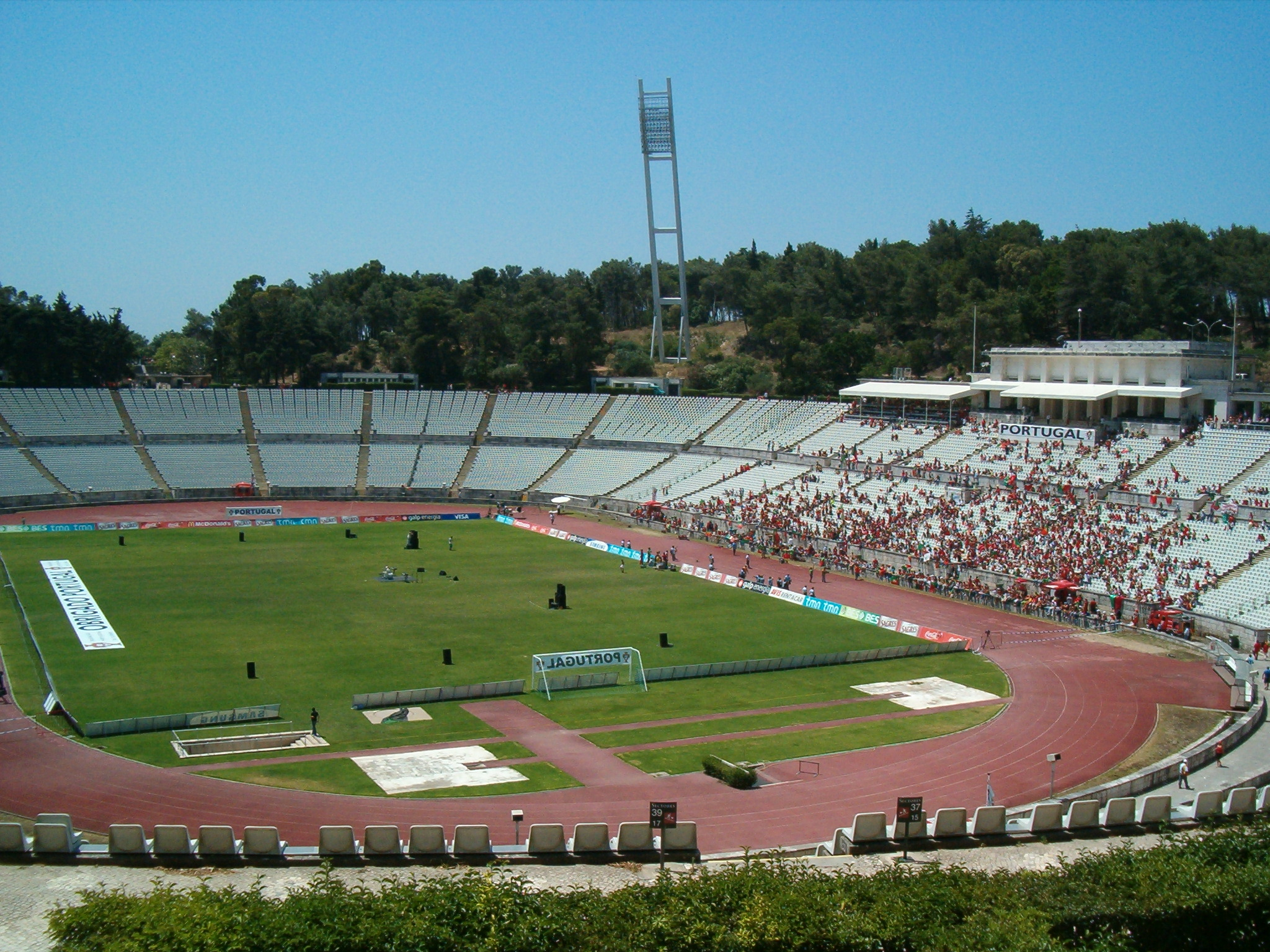
Estádio do Jamor

Het Estádio Nacional (ook wel Estádio do Jamor genoemd) bevindt zich in Rio Jamor te Oeiras, een voorstad van Lissabon en is het nationale voetbalstadion van Portugal. Het is ontworpen door Jacobetty Rosa. De bouw begon in 1939 en de opening was op 10 juni 1944 door minister-president António de Oliveira Salazar. De capaciteit is ongeveer 35.000 toeschouwers.
Sinds 1946 wordt er gespeeld om de finale van de Beker van Portugal. Slechts vijf keer gebeurde dat in een ander stadion. In 1966/67 werd er de Europa cup 1 finale gespeeld door Celtic FC en Internazionale. Celtic won met 2-1, werd daarmee de eerste Britse winnaar en kreeg de bijnaam Lisbon Lions.
Een ander jaarlijks sportevenement is het Tennistoernooi van Oeiras, sinds 1989.
In het stadion vinden ook grote muziekconcerten plaats. Zo speelde The Police er in september 2007.